# Onthophagus speculifer
Onthophagus speculifer é uma espécie de inseto do género Onthophagus, família Scarabaeidae, ordem Coleoptera.
Foi descrita cientificamente por Solsky em 1876.